# 山下笑伶奈
山下 笑伶奈（やました えれな、2007年2月2日 - ）は、日本の女子バスケットボール選手である。ポジションはフォワード。WリーグのENEOSサンフラワーズ所属。

## 来歴
千葉県出身。
昭和学院高校では3年次に全国大会に出場し、ウインターカップでは2回戦から19得点、18得点、14得点をマーク。
また、U17日本代表の一員として2024年U17ワールドカップに出場し、7試合出場で1試合平均4.3得点2.1リバウンドを記録。
2025年、ENEOSサンフラワーズに加入。

## 日本代表歴
- 2023 U16アジアカップ
- 2024 U17ワールドカップ